# 国役
国役（こくやく/くにやく）は、平安時代から南北朝時代にかけて朝廷及び国衙が諸国に課した雑役・一国平均役などの課役のこと。転じて室町幕府が守護大名及び諸国に課した段銭などの課役、及び守護大名が独自に領国に対して賦課した課役のこと。
律令制の崩壊後、朝廷は造内裏役や役夫工米などを名目に国衙を通じて雑役（臨時雑役・雑公事）や一国平均役などを国衙領や荘園などに課していった。また、国衙も同様の名目で自ら賦課・徴収を行うようになっていく。こうした国衙から当該令制国への賦課を11世紀中頃から「国役」と称するようになっていった。12世紀に入ると、在庁官人などが国役の一環として在家役を課して公領把握に努めるようになる。
鎌倉時代に入ると、朝廷による一国平均役が鎌倉幕府や守護の関与を得ながらも国役として展開される事になる。南北朝の戦乱の中で守護領国制が形成されていく中で室町幕府及び在地を支配する守護大名が朝廷・国衙に代わって国役の賦課・免除の権限を掌握するようになる。室町幕府は守護大名及び彼らを通じて諸国に対して段銭及び地頭御家人役などの形で課す事で財政収入を得た。また、守護大名自らも国内に対して守護役として夫役・雑物・段銭などを課していった。こうした賦課をまとめて国役と称した。
こうした国役は室町幕府・守護大名の没落で消滅するが、江戸幕府による諸藩や旗本、農民への国役普請はその復活と見ることも出来る。